# System Center Data Protection Manager
System Center Data Protection Manager (DPM) — это программный продукт компании Microsoft, обеспечивающий непрерывную защиту данных для надежного восстановления работы серверов Windows. Является частью семейства продуктов Microsoft System Center. Ранее известен как Data Protection Server. DPM — это первый выход Майкрософт на рынок систем непрерывного резервного копирования/восстановления. Этот продукт использует, среди прочих, технологию теневого копирования.